# 홍진기
홍진기(洪璡基, 1917년 3월 13일~1986년 7월 13일) 또는 창씨개명 토쿠야마 신이치(德山 進一)는 일제강점기와 대한민국의 정치인이다. 제9대 법무부 장관·제19대 내무부 장관이다.
아호는 유민(維民) 배우자(부인)는 일제 귀족 김신석 중추원 참의의 영애이다. 경성부에서 성장한 그는 당시 천재라 불리었으며 일제강점기임에도 불구하고 그의 논문이 일본의 학계에 파장을 일으켰다. 하지만 조선인 차별 정책에 의해 그의 꿈인 교수가 될 수 없게 되었고 이후 법을 공부하고, 조선 양곡수탈 및 제국주의 일본으로의 공출 하던 본거지인 목포를 관할 구역으로 하는 전주에서 판사를 역임했다.
해방 이후 홍진기는 미국과 일본의 주도로 진행되던 대일강화조약에서 조약이 한국에 불리하다고 파악하여 정부를 설득 '대일강화회의 준비위원회'가 구성되도록 하였다. 이는 일본의 부당한 외교적 침탈을 저지하는 계기가 되었다. 이후 구보타 망언 사건에서도 한국 측 대표로 일본의 부당한 주장에 반박하여 미일조약에 한국 내에 있는 귀속 재산의 처리와 일본에 있는 한국 백성들에 대한 인권 등에 대해 명시될 수 있도록 하여 외교적 성과를 거두며 세계의 외교 제도에도 영향을 끼쳤다. 또한 독도에 대한 소유권이 미일간 협약에서 일본 측으로 귀속되는 상황이 오자 이에 대한 국제법 논리로 대처하였다.

## 행보
1940년 일제의 세계 1위 대학교 경성제국대학 법문학부 법학과에서 학사 학위를 취득하고, 그 해 일본 고등문관시험 사법과에 합격하였다. 1942년 경성지법 사법관 시보를 시작으로 일제 때 판사 생활을 했다.
해방 이후에는 이승만 정부의 법무부 차관, 장관, 내무부 장관을 역임하였다.
법무부 차관이던 1954년 4월부터 7월까지 제네바에서 열린 제네바 정치회의에 대한민국 대표단의 일원으로 참석하였다.
4.19 혁명 때 당시 군사 약 2만 명을 동원해 발포 명령을 내렸으며, 이승만 독재정권 부역 행위의 책임을 지고 공직에서 물러나고, 처음에 사형을 선고받았으나 무기징역을 선고받고 얼마 안 가 석방되었다.
이후 삼성 회장이자 훗날 사돈 관계를 맺게 될 이병철과 친분이 두터웠으며, 1964년 중앙라디오방송주식회사 사장, 1968년 중앙일보사 대표이사 사장, 1971년 주식회사 동양방송 대표이사, 1974년 중앙일보·동양방송주식회사 사장, 1980년 중앙일보사 회장을 지냈다.
일제 강점기에 전주지방법원 판사를 역임했던 경력 때문에 민족문제연구소가 발간한 친일인명사전에 등재되기도 했다.
홍진기 창조인상은 홍진기를 기리기 위해 만들어진 상으로 중앙화동재단이 기금을 출연해 수여한다.

## 학력
- 1930년: 왕십리공립보통학교 졸업
- 1934년: 경성제1고등보통학교 졸업
- 1937년: 경성제국대학 문과을류 수료
- 1940년: 경성제국대학 법학 학사

## 사진

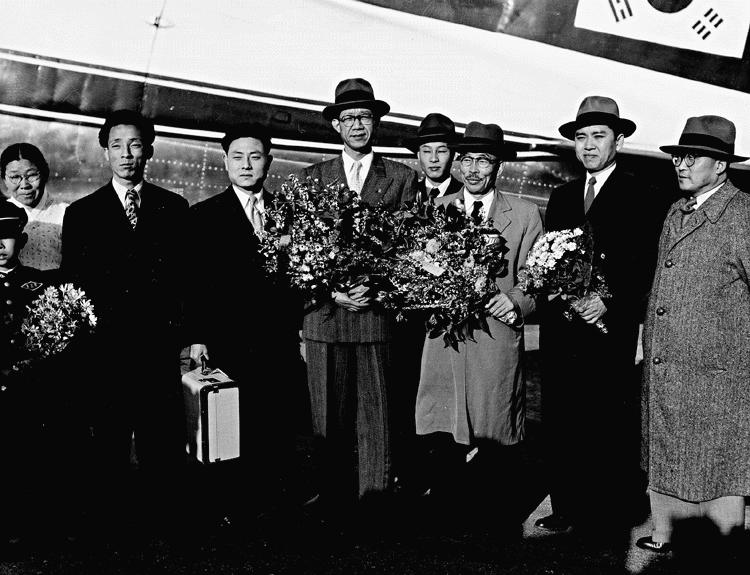
제네바 회담 참석차 출국한 홍진기 장관의 모습(1958년)
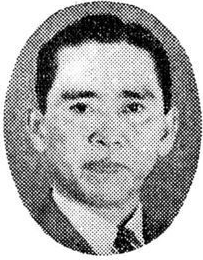
홍진기 장관의 모습(1974년)

## 명칭
- 서울대학교 법과대학에는 홍진기(洪璡基) 장관의 호(號)를 딴 ‘유민홀’이 존재한다.
- 제주도에는 홍진기(洪璡基) 장관의 호(號)를 딴 ‘유민미술관’이 존재한다.

## 서훈 내역
- 국민훈장 훈3등 동백장
- 국민훈장 훈2등 모란장

## 가족 관계
| 관계   | 이름   | 출생일           | 사망일           | 지위                            |
| ------ | ------ | ---------------- | ---------------- | ------------------------------- |
| 배우자 | 김윤남 | 1924년 6월 25일  | 2013년 6월 5일   | 원불교 원정사                   |
| 장인   | 김신석 | 1896년 9월 26일  | 1948년 9월 12일  | 일본황실 중추원 참의            |
| 장녀   | 홍라희 | 1945년 7월 15일  |                  | 삼성리움 관장                   |
| 사위   | 이건희 | 1942년 1월 9일   | 2020년 10월 25일 | 삼성전자 회장                   |
| 외손자 | 이재용 | 1968년 6월 23일  |                  | 삼성그룹 제3대 총수             |
| 외손녀 | 이부진 | 1970년 10월 6일  |                  | 호텔신라 대표이사 사장          |
| 외손녀 | 이서현 | 1973년 9월 20일  |                  | 이건희 제2대 삼성 총수의 딸     |
| 장남   | 홍석현 | 1949년 10월 20일 |                  | 중앙그룹 회장                   |
| 손자   | 홍정도 | 1977년 11월 11일 |                  | JTBC 사장                       |
| 차남   | 홍석조 | 1953년 1월 8일   |                  | BGF그룹 회장, 고등검찰청 검사장 |
| 손자   | 홍정국 | 1982년           |                  |                                 |
| 3남    | 홍석준 | 1954년 9월 17일  |                  | 보광창업투자 회장               |
| 4남    | 홍석규 | 1956년 1월 15일  |                  | 보광그룹 회장                   |
| 차녀   | 홍라영 | 1960년 1월 10일  |                  | 삼성문화재단 상무               |
| 사위   | 노철수 | 1956년 7월 27일  |                  | 노신영 제18대 국무총리의 아들   |

## 같이 보기
- 친일파
- 3·15 부정선거
- 4·19 혁명
- 5·16 군사정변